# Griselda Sanchez
Griselda Sánchez (Mendoza, 22 dicembre 1984) è una modella e personaggio televisivo argentina.

## Biografia
Griselda Sánchez è stata lanciata dall'edizione argentina del Grande Fratello 2007; ha lavorato anche per Playboy (rivista e TV) insieme a modelle come Wilma González, Natalia Amigo e Liset Feider. Partecipa anche alla telenovela Mi amor, mi amor nel ruolo di Erica.

## Filmografia parziale

### Cinema
- La sombra del gato (2021)

### Televisione
- Mi amor, mi amor - telenovela (episodio 1x21, 2013)